# Segell de Carolina del Nord
El Gran Segell de l'Estat de Carolina del Nord va ser normalitzat en disseny per l'Assemblea General de Carolina del Nord el 1871. La següent és una descripció de com havia de lluir el segell:
| « | El Governador de l'Estat ha d'obtenir un Segell, que es denominarà el Gran Segell de l'Estat de Carolina del Nord, i serà de dos i un quart de polzades de diàmetre, i el seu disseny serà una representació de les figures de la Llibertat i l'Abundància, mirant cadascuna cap a l'altra disposades de la següent manera: La Llibertat, la primera figura, dempeus, amb la mà esquerra agafant un pal amb un barret frigi damunt, a la seva mà dreta un pergamí amb la paraula "Constitution" (Constitució) inscrit. Abundància, la segona figura, asseguda en el seu braç dret estarà mig estès cap a Llibertat, tres espigues de gra a la mà dreta, i en la seva esquerra, l'extrem petit de la seva banya, la boca del qual descansa als seus peus, i el contingut de la qual vessa-. El fons del segell haurà de contenir un dibuix de muntanyes anant d'esquerra a dreta cap al centre del segell. Una vista lateral del vaixell de tres pals ha d'aparèixer sobre l'oceà i en el cantó dret de l'Abundància. La data "20 de maig de 1775" haurà d'aparèixer dins del segell en la part superior i les paraules "Esse Quam Videri" (Ser en comptes de Semblar) han d'aparèixer a la part inferior al voltant del perímetre. Cap altra paraules, figures o altres adorns hauran d'aparèixer en el segell. | » |

La data 20 de maig de 1775, es refereix a la Declaració d'Independència de Mecklenburg, que es reputa com la primera declaració d'independència adoptada durant la Revolució Americana. El 1983, el senador estatal Julian R. Allsbrook va proposar una revisió a la junta per afegir al segell de la data 12 d'abril de 1776, la data de les Resolucions de Halifax; aquesta revisió va ser aprovada per la legislatura estatal. Aquestes dues dates també hi són en la bandera de Carolina del Nord.

## Altres Segells del govern de Carolina del Nord

Segell del Departament de Correcció de Carolina del Nort
Segell del Departament de Transport de Carolina del Nort
Antic Segell de Carolina del Sud utilitzat de 1971 fins a 1984, on no s'inclou la data de "20 de maig de 1775"